# Kîselivka, Snihurivka
Kîselivka (în ucraineană Киселівка) este localitatea de reședință a comunei Kîselivka din raionul Snihurivka, regiunea Mîkolaiiv, Ucraina.

## Demografie
Componența lingvistică a localității Kîselivka
     Ucraineană (91,24%)
     Rusă (6,05%)
     Alte limbi (1,04%)
Conform recensământului din 2001, majoritatea populației localității Kîselivka era vorbitoare de ucraineană (91,24%), existând în minoritate și vorbitori de rusă (6,05%).